# Crossodactylus schmidti
Crossodactylus schmidti é uma espécie de anfíbio  da família Hylodidae.
Pode ser encontrada nos seguintes países: Argentina, Brasil e Paraguai.
Os seus habitats naturais são: florestas subtropicais ou tropicais húmidas de baixa altitude e rios.
Está ameaçada por perda de habitat.